# Thomas Feichtner

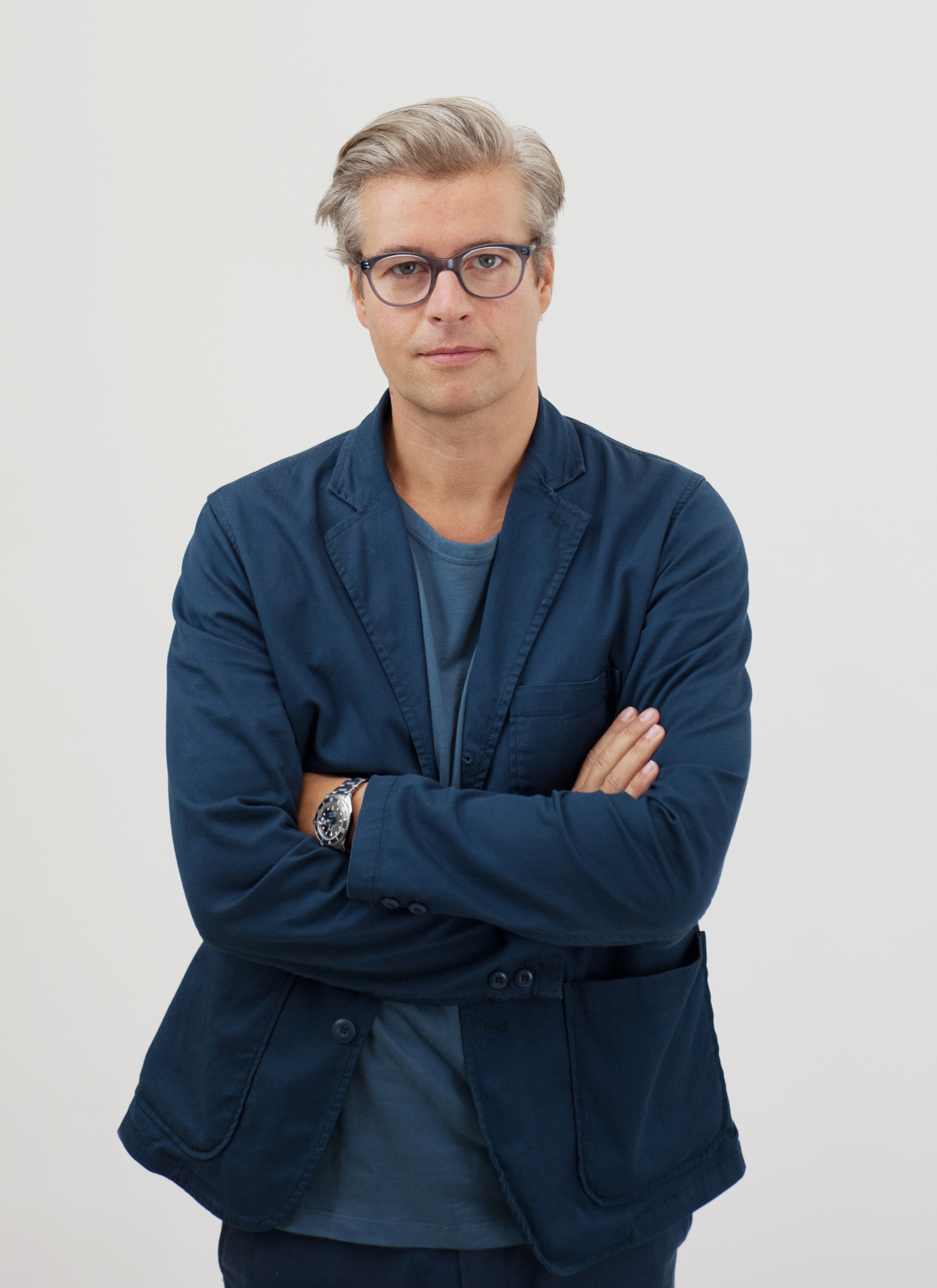
Thomas Feichtner

Thomas Feichtner (* 1970 in Vitória/Brasilien) ist ein österreichischer Industriedesigner.

## Leben
Thomas Feichtner wurde 1970 als Sohn österreichischer Eltern in Vitória geboren. Nach seiner Schulzeit in Linz und an der Waldorfschule in Düsseldorf absolvierte er von 1990 bis 1995 das Studium industrial design an der Hochschule für künstlerische und industrielle Gestaltung Linz, an der er von 2002 bis 2005 auch selbst lehrte. 1997 startete Thomas Feichtner sein eigenes Designstudio und gestaltete zunächst Sportartikel und Investitionsgüter. Ab 2005 begann er vermehrt Produkte für österreichische Manufakturen und traditionelle Handwerksbetriebe sowie experimentelle Einzelstücke für Ausstellungen zu entwerfen. Zwischen 2001 und 2009 war er Partner einer Agentur für visuelle Kommunikation in Linz und Wien, von der er sich 2009 trennte. Von 2009 bis 2014 war Thomas Feichtner Professor für Industriedesign an der Muthesius Kunsthochschule Kiel. Seit Oktober 2018 ist er Leiter der Bachelor- und Masterstudiengänge Industrial Design an der FH Joanneum in Graz. Gemeinsam mit seiner Frau Simone Feichtner und seinem im Jahr 2008 geborenen Sohn Ferdinand lebt er in Wien und Graz.

## Werk
Schon während des Studiums entwarf Thomas Feichtner zahlreiche Produkte für die österreichische Sportindustrie, wie Skateboards und Snowboards für Heavy Tools oder Skibindungen für Tyrolia und Fischer. Später auch Ski für Head und Blizzard. Im Bereich der visuellen Kommunikation arbeitete Thomas Feichtner für Unternehmungen wie Swarovski, adidas eyewear, Linz09 Kulturhauptstadt Europas oder den britisch-israelischen Designer Ron Arad. Nach seinen frühen Erfolgen als Industrial Designer widmete sich Thomas Feichtner seit 2005 der experimentellen Produktgestaltung und entwarf für traditionelle Manufakturen wie J&L Lobmeyr, Porzellanmanufaktur Augarten, Carl Mertens (Besteckfabrik), Neue Wiener Werkstätten, Wiener Silbermanufactur und Stamm und verwirklichte freie Projekte in Kooperation mit Vitra und FSB. Seine Arbeiten fanden Eingang in verschiedene Designsammlungen, wie der Sammlung des MAK – Österreichisches Museum für angewandte Kunst / Gegenwartskunst.

## Auszeichnungen
- Staatspreis Design 2011, Bundesministerium für Wirtschaft, Familie und Jugend, Wien, Österreich.[15]
- reddot design award 2010, Design Zentrum Nordrhein-Westfalen e. V., Essen, Deutschland.
- European Design Award 2009, IDA International Council of Graphic Design Associations, Athen, Griechenland.
- CCA Venus Award 2009, Venus in Bronze, Creativ Club Austria, Wien.
- Josef Binder Award in Silber 2008, design austria, Graphic and Product Design Association, Wien, Österreich.
- Designpreis der Bundesrepublik Deutschland 2007, German Design Council, Frankfurt, Deutschland.
- Global Awards 2006 Finalist, International Awards Competition, New York Festivals, New York, USA.
- Josef Binder Award 2006, design austria, Graphic and Product Design Association, Wien, Österreich.
- Designpreis der Bundesrepublik Deutschland 2005, German Design Council, Frankfurt, Deutschland.
- Josef Binder Award 2004, design austria, Graphic and Product Design Association, Wien, Österreich.
- BIO19, Biennal of Industrial Design Ljubljana 2004, Architektur Museum Ljubljana. Slowenien.
- Gustav Klimt Prize 2004, Wien, Österreich.
- Red dot design award 2004, Design Zentrum Nordrhein-Westfalen e. V., Essen, Deutschland.
- International Advertising Festival Cannes 2003, Shortlist Cannes, Print and Outdoor, Cannes, Frankreich.
- IF Design Award 2002, International Forum Design Hannover, Deutschland.
- Designpreis Schweiz 2001, Design Center AG, Langenthal, Schweiz.
- IF Design Award 2001, International Forum Design Hannover, Deutschland.
- CCA Venus Award 2000, Venus in Bronze, Creativ Club Austria, Wien, Österreich.